# Albendín
Albendín es una pedanía del municipio cordobés de Baena, situada en el este de la provincia, y bañada por el río Guadajoz, afluente del Guadalquivir.
En la actualidad tiene 1 338 habitantes censados, una superficie total de 0,5 kilómetros cuadrados y está ubicada a 320 metros de altitud sobre el nivel del mar.
Su principal recurso es la agricultura, ya que predominan las huertas en la vega de su río, además de la extracción de aceite, gracias al predominio de olivos en la zona debido al buen clima y a la calidad del terreno de sus tierras, que hacen que el aceite de Albendín, perteneciente a la denominación de origen de Baena, sea considerado uno de los mejores aceites de oliva del mundo.
Pero además Albendín es una localidad con una gran historia y unas arraigadas costumbres y conocido por su Semana Santa.

## Población
- Gentilicio: Albendinenses/pansiverdes
- Gobierno y administración: Alcaldía de Albendín.
- Centros educativos: CEIP Santa María de Albendín
- Código postal: 14859
- N.º de habitantes: 1340 (INE 2018)

## Monumentos y lugares de interés
La iglesia de Santa María de Albendín y la Noria
La iglesia de Santa María de Albendín tiene por titular una imagen de gran devoción popular que en tiempos procesionaba no solo por las calles de Albendín sino también por las de Baena. En la sacristía de la iglesia de Guadalupe de Baena se conserva un cuadro en el que siete obispos rinden culto a esta imagen de Nuestra Señora. La iglesia fue reformada a finales de los cincuenta con la colaboración del vecindario, y alberga a todas las cofradías de Semana Santa.
La Noria se ubica en el parque municipal de Albendín y fue construida por el artesano local Juan Antonio Hinojosa Rayes, se trata de una reproducción de las antiguas norias árabes que antaño abundaban por la zona. Esta réplica continúa funcionando a la perfección utilizándose el agua que obtiene para regar los jardines del parque. El agua es transportada a través de un acueducto que bordea la piscina municipal. Este monumento ha sido tomado por Albendín como símbolo del pueblo y en el año 2007 fue elegida monumento de interés hidráulico por la Consejería de Medio Ambiente.